# 南和気村
南和気村（みなみわけそん）は、岡山県勝田郡にあった村。
現在の久米郡美咲町上間、塩気、重藤、下谷、惣田、藤田上、藤田下、松尾、休石、柵原、吉留、連石に当たる。

## 沿革
- 1889年6月1日 - 町村制施行に伴い、勝南郡上間村、塩気村、重藤村、下谷村、惣田村、藤田上村、藤田下村、松尾村、休石村、柵原村、吉留村、連石村が合併し、南和気村となる。大字藤田下に役場を置く。
- 1900年4月1日 - 勝南郡が勝北郡と合併し、勝田郡となる。
- 1955年1月1日 - 勝田郡北和気村、飯岡村、久米郡吉岡村と合併し、久米郡柵原町となる。

## 地名の読み方
- 上間（うわま）
- 塩気（しおけ）
- 重藤（しげとう）
- 下谷（しもだに）
- 惣田（そうだ）
- 藤田上（ふじたかみ）
- 藤田下（ふじたしも）
- 松尾（まつお）
- 休石（やすみいし）
- 柵原（やなはら）
- 吉留（よしどめ）
- 連石（れんじゃく）

## 現在の様子

### 郵便番号
- 708-1503 久米郡美咲町塩気
- 708-1504 久米郡美咲町吉留
- 708-1505 久米郡美咲町重藤
- 708-1506 久米郡美咲町上間
- 708-1512 久米郡美咲町松尾
- 708-1513 久米郡美咲町藤田下
- 708-1514 久米郡美咲町藤田上
- 708-1515 久米郡美咲町下谷
- 708-1516 久米郡美咲町連石
- 708-1521 久米郡美咲町休石
- 708-1522 久米郡美咲町惣田
- 708-1527 久米郡美咲町柵原

708-150X、708-151Xの残りの番号は北和気村を、708-152Xの残りの番号は飯岡村を参照。

### 教育

#### 中学校
- 美咲町立柵原中学校

### 交通

#### 鉄道
旧村内を走る鉄道およびその駅なし

#### 道路

##### 高速道路
旧村内を走る高速道路なし

##### 国道
旧村内を走る国道なし

##### 県道
- 主要地方道

旧村内を走る主要地方道なし
- 一般県道
  - 岡山県道349号吉ヶ原美作線
  - 岡山県道379号百々樫村線

### 河川・山岳

#### 河川
- 吉井川
- 乙和気川

#### 山岳
- 行者山
- 天王山

### 寺院・神社

#### 神社
- 大洗神社
- 高尾神社
- 八幡神社
- 連石神社